# Back Chat
"Back Chat" é um single da banda britânica de rock Queen, lançado em agosto de 1982. A música, escrita por John Deacon é oriunda do álbum Hot Space, distribuído no mesmo ano.
Deacon tinha escolhido um método sem compromisso de eliminar todos os elementos de rock nas suas canções para Hot Space. Esta ação causou atrito entre os membros do grupo, principalmente Brian May, que lutou para reter algumas características de rock nas canções do álbum. Depois de um debate acalorado, a banda finalmente decidiu incluir um solo de guitarra em "Back Chat". O single alcançou a quadragésima posição no UK Singles Chart, e foi executado durante a turnê do disco, com um arranjo mais orientado ao rock.

## Ficha técnica
Banda
- Freddie Mercury - vocais
- Brian May - guitarra
- Roger Taylor - bateria
- John Deacon - baixo, guitarras, sintetizadores, composição